# Лук стелющийся
Лук стелющийся (лат. Allium prostratum) — многолетнее травянистое растение, вид рода Лук (Allium) семейства Луковые (Alliaceae).

## Распространение и экология
В природе ареал вида охватывает Монголию и Восточную Сибирь.
Произрастает на каменистых местах.

## Ботаническое описание
Луковицы цилиндрические, толщиной 0,5—0,75 см., прикреплены по 2 к горизонтальному корневищу, с буроватыми почти кожистыми цельными оболочками. Стебель высотой 10—25 см, тонкий, слабый, приподнимающийся, слегка ребристый.
Листья в числе 5—8, сближенные у основания стебля, полуцилиндрические, желобчатые, шириной 0,75—1,5 мм, по краю шероховатые, немного короче стебля.
Зонтик полушаровидный или почти шаровидный, немногоцветковый, рыхлый. Листочки почти полушаровидного околоцветника, розово-фиолетовые, с мало заметной жилкой, длиной около 5 мм., продолговатые или реже продолговато-яйцевидные, тупые, внутренние городчатые, немного длиннее наружных лодочковидных. Нити тычинок равны или реже едва длиннее листочков околоцветника, при самом основании между собой и с околоцветником сросшиеся, цельные, шиловидные. Столбик выдается из околоцветника.
Коробочка равна околоцветнику.

## Таксономия
Вид Лук стелющийся входит в род Лук (Allium) семейства Луковые (Alliaceae) порядка Спаржецветные (Asparagales).
|  |                                      |  |                                                             |                                                             |                   |  | ещё 24 семейства (согласно Системе APG II) | ещё 24 семейства (согласно Системе APG II) |                     |  |  |  | ещё более 870 видов |
|  |                                      |  |                                                             |                                                             |                   |  | ещё 24 семейства (согласно Системе APG II) | ещё 24 семейства (согласно Системе APG II) |                     |  |  |  | ещё более 870 видов |
|  |                                      |  |                                                             | порядок Спаржецветные                                       |                   |  |                                            |                                            | род Лук             |  |  |  |                     |
|  |                                      |  |                                                             | порядок Спаржецветные                                       |                   |  |                                            |                                            | род Лук             |  |  |  |                     |
|  | отдел Цветковые, или Покрытосеменные |  |                                                             |                                                             | семейство Луковые |  |                                            |                                            | вид Лук стелющийся  |  |  |  |                     |
|  | отдел Цветковые, или Покрытосеменные |  |                                                             |                                                             | семейство Луковые |  |                                            |                                            |                     |  |  |  |                     |
|  |                                      |  | ещё 44 порядка цветковых растений (согласно Системе APG II) | ещё 44 порядка цветковых растений (согласно Системе APG II) |                   |  |                                            | ещё около 300 родов                        | ещё около 300 родов |  |  |  |                     |
|  |                                      |  |                                                             | ещё 44 порядка цветковых растений (согласно Системе APG II) |                   |  |                                            |                                            | ещё около 300 родов |  |  |  |                     |